# Rousseau Métal
Pour les articles homonymes, voir Rousseau.
Rousseau Métal est une entreprise québécoise,,   qui évolue dans la fabrication sur mesure de produits métalliques dans le secteur de l'estampillage et de la transformation du métal en feuilles. L'entreprise a été fondée en 1950 par monsieur André Rousseau à Saint-Jean-Port-Joli, ville située sur la rive Sud du fleuve Saint-Laurent dans la province de Québec au Canada. Monsieur Rousseau a dirigé son entreprise de 1950 à 1985, puis à sa retraite, M. Simon-Pierre Paré lui a succédé.

## Historique
À ses débuts, Rousseau Métal nommé alors Métal Rousseau Metal, fabrique la ferronnerie nécessaire à la fabrication des meubles, des tables et des chaises dont des tables de bridge, des serrures, des boîtes et casiers postaux, des chutes à courrier, des grillages et spécialités utilisés dans l’aménagement des édifices publics, des cabanons, des boîtes pour y ajouter un compteur électrique, des armoires scientifiques et à usages multiples, des tables de travail pour ateliers techniques et magasins et même des motoneiges et des jetons en nickel pour les compagnies de transport en commun.

En même temps qu'elle répondait aux besoins spécifiques des gouvernements et de sociétés privées, l'entreprise Rousseau Métal a su profiter en 1975 d'une conjoncture économique en mutation et s'est intéressée au secteur industriel. Rousseau Métal se spécialise donc maintenant dans la fabrication de systèmes de rangement industriels tels que: des équipements de classification et de distribution de courrier, des tiroirs et cabinets modulaires, des étagères, des centres et tables de travail, des systèmes de rangement pour outils à commande numérique et des supports spécialisés pour l’automobile. Ses produits sont destinés aux secteurs privé et gouvernemental ainsi qu'aux grossistes dans les domaines de l'industrie manufacturière et automobile. Ils sont disponibles au Canada par l'intermédiaire d’un réseau de distribution et, depuis 1989, aux États-Unis par l’intermédiaire de distributeurs assistés d’agents manufacturiers.

En juillet 2004, des tests indépendants ont été faits sur les tiroirs de Rousseau par le département de génie mécanique de l’Université Laval.  Des tests cycliques concluants ont été effectués sur le nombre d’ouvertures et de fermetures des tiroirs chargés de 400 lb. Rousseau détient aussi des brevets canadiens et américains : mécanisme un-à-la-fois, support pour outils à commande numérique, système de fixation et de compartimentation pour tiroirs, mécanisme de blocage fermé intégré, boîte de plastique et système de fixation d'accessoires sur poteaux. L'entreprise détient aussi une protection de l'apparence visuelle du tiroir robuste.
En 2009 Rousseau Métal faisait partie de la liste des 500 plus grands employeurs de la région de Québec avec 325 employés.

## Fabrication des composantes
La fabrication de la majorité des composantes est faite à partir d’acier laminé à froid (voir laminage) dont l’acier galvanisé et l’acier inoxydable. L’acier est reçu en bobines qui sont redressées et coupées par une cisaille. Par la suite, les pièces sont poinçonnées sur des presses ou poinçonneuses puis pliées sur des presses plieuses ou sur une plieuse à plat. Une fois pliées, les pièces sont prêtes à être assemblées au département de soudure. Selon la pièce, elles subiront des opérations de soudage TIG, de soudage MIG-MAG ou de soudage électrique par résistance. Vient ensuite l’étape de préparation pour la peinture (dégraissage, phosphatage et scellage). Deux types de peinture industrielle sont appliquées, la peinture en poudre et la peinture alkyde (peinture à l’huile liquide). La peinture en poudre est cuite à haute température dans un four à convection industriel tandis que la peinture liquide est, en premier lieu, séchée de façon accélérée par chauffage radiant puis, elle aussi, cuite dans un four à convection. Tous ces procédés sont faits soit manuellement, soit par des machines automatisées ou soit par des robots.
Dans les dernières années, ils ont également modernisé leurs installations afin d'être plus efficaces au niveau énergétique.

## Méthodologies
Rousseau utilise un processus de développement et d’intégration de nouveaux produits selon le modèle Stage-Gate en gestion de projet de Robert G.Cooper. Les différentes étapes sont : 
1. l'étude préliminaire et détaillée : étude de marché, groupe de discussion, sondage ;
2. la conception : idéation, prototypage, banc de tests, essai de chargement, conception assistée par ordinateur (CAO), revue de conception ;
3. la validation : audit 0, validation externe ;
4. le lancement : plan de mise en marché, dessin technique, fiche technique, guide d’assemblage, littérature promotionnelle, spécification de produits, dossier de production qui inclut la feuille de route et le PBM (Plan Besoin Matière) ;
5. la formation interne et externe ;
6. le post-mortem : statistiques, information client.

En 1997, Rousseau obtient sa première certification à la norme ISO 9002-1994 et, en novembre 2003, son accréditation à la norme ISO 9001-2000. Dans sa démarche d'amélioration continue, Rousseau compte sur la participation de ses employés. Des groupes de travail sont formés et utilisent la méthode Kaizen pour appliquer les outils du système de production de Toyota soit la méthode des  5S, les Poka yoke, les cellules de travail, la réduction de la taille des lots, le travail en juste-à-temps (flux tiré), le Kanban, le système Andon, la cartographie, etc. De plus, Rousseau fut récipiendaire du prix Lachance-Morin en 2007, prix qui est remis chaque année par le conseil d'administration de l'ASP Métal Électrique à des entreprises qui se sont distinguées de façon particulière par leur engagement paritaire soutenu en matière de prévention des lésions professionnelles.

## Associations et partenariats
Rousseau fait partie de plusieurs associations dont : la MHIA (Material Handling Industry of America), le C-TPAT (Customs-Trade Partnership Against Terrorism), le SEMA (Speciality Equipment Market Association) et le CADSI (Canadian Association of Defence and Security Industries).

Elle est aussi le partenaire de plusieurs organisations dont le Musée maritime du Québec et de Rahal Letterman Racing, une écurie de sport automobile à Indianapolis qui évolue dans le cadre du championnat IndyCar Series, de l'American Le Mans Series et qui dirige la Formula BMW Americas series. Elle fut fondée et dirigée par l'ancien champion du Indy 500, Bobby Rahal, et est également détenue en partie par l'animateur de télévision et acteur de cinéma David Letterman.